# فسافس
الفسافس (بالإنجليزية: Triatominae)‏ هي تحت عائلة من الرضوفيات وتعرف أيضاً بـ البَقُّ المُقَبِّل البق القاتل أو البق مصاص دماء، توجد بشكل أساسي في الأمريكتين ويوجد عدد قليل من الأنواع في آسيا وإفريقيا وأستراليا. يمتص هذا البق الدم عادة من الفقاريات التي تعشش والتي يشترك معها في المأوى. في المناطق التي يستوطن فيها داء شاغاس (من جنوب الولايات المتحدة إلى شمال الأرجنتين) جميع أنواع الفسافس هي ناقلات محتملة لطفيلي داء شاغاس المثقبية الكروزية.

## وصلات خارجية
1. ↑  أمين المعلوف (1985)، معجم الحيوان (بالعربية والإنجليزية) (ط. 3)، بيروت: دار الرائد العربي، ص. 65، OCLC:1039733332، QID:Q113643886
2. ↑  موقع الطبي الفسفس (جنس من البق) نسخة محفوظة 26 سبتمبر 2016 على موقع واي باك مشين.